# Да није љубави (албум)
Да није љубави је четвороструки компилацијски албум којим је група Црвена јабука обележила 25 година од оснивања.
Свеобухватна ретроспектива садржи 77 песама. Неколико песама је поново наснимљено, а на некима је Жера по први пут вокални солиста. Две нове нумере су обраде, Балада Индекса и Лагано умирем (у твоме сјећању) ИТД бенда, за које су снимљени видео-спотови. Песму Док Миљацка протиче Жера пева соло, за разлику од раније верзије са Харијем Варешановићем, која је коришћена за филм Духови Сарајева.
У склопу прославе 25 година рада, Црвена јабука је имала успешну турнеју широм бивше Југославије.

## Списак песама

### Диск 1
1. Балада (нова песма)
2. Дирлија (нова верзија - реп деоница Shorty)
3. Лагано умирем (у твоме сјећању) (нова песма)
4. Кад казаљке се поклопе (нова верзија)
5. За све ове године (нова верзија)
6. Са твојих усана (нова верзија)
7. Док Миљацка протиче (нова верзија)
8. Умријећу ноћас од љепоте (нова верзија)
9. Осим тебе љубави (нова верзија)
10. Да знаш да ме болиш (уживо '99.)
11. Да није љубави (уживо '99.)
12. Има нешто од срца до срца
13. Кад ћеш ми доћ'
14. Као да сањам
15. Кад је ноћ хладна и звјездана (Емира)
16. Иза прозора
17. Сјећања
18. Пусти нека гори
19. Очи су се навикле на мрак
20. Љета која долазе

### Диск 2
1. Ноћи су хладне
2. (Свиђа ми се ова ствар)
3. Зову нас улице
4. Вјетар
5. Нико није луд да спава
6. Стари мој
7. Тамо да путујем (Одлазак)
8. Твога срца врата
9. Волио бих да си ту
10. Уморан
11. Ти знаш (уживо '99.)
12. Теби је до мене стало (уживо '99.)
13. Ни задњи, ни први
14. Ја сам Богу близу
15. Бијели Божић (дует Саша Лошић)
16. Нека горе свјетови
17. Тамо гдје љубав почиње
18. Моје пјесме стих

### Диск 3
1. Сањам
2. Напиши једну љубавну
3. Вољело се двоје младих
4. Туго, несрећо
5. Нек' те он љуби (кад не могу ја)
6. Узми ме (кад хоћеш ти)
7. Ризнице сјећања
8. Остани
9. Бацила је све низ ријеку (уживо '89.)
10. Опет сам сам
11. Твојим жељама вођен
12. Ако ме питаш камараде
13. Бјежи кишо с' прозора
14. Црвена јабука
15. Немој да судиш преоштро о мени
16. Сањам те
17. Некако с' прољећа (дует Кемал Монтено)
18. Све што сањам
19. Да тебе нема, Боже

### Диск 4
1. Свижу ме сјећања
2. Све што имаш ти (уживо '89.)
3. Знаш да некад...
4. Реци ми
5. Да ми је до ње
6. Дени
7. Не говори више
8. Махала
9. Задњи пут ме погледај
10. Само да ме не изневјериш ти
11. Болујем
12. Боје кишног неба
13. Хајде, дођи ми
14. Моје најмилије
15. Нема више времена
16. Сад је срце стијена
17. 6.00
18. Не дај на себе
19. Заувијек
20. Не дам да овај осјећај оде